# Sasaki Dōyō
Sasaki Takauji (佐々木高氏) (1296 – 1373), plus connu sous son nom religieux Sasaki Dōyō est un shugo japonais, seigneur de la province d'Ōmi. Il est célèbre pour son rôle dans le développement de la culture basara. 

## Biographie

### Chef de file de la culture basara
Sasaki Dōyō est le symbole de la culture basara, un mouvement anti-conformiste qui émerge à la charnière des périodes de Kamakura et Muromachi. 
Dōyō est par exemple l'un des premiers à consommer du thé non pas comme un breuvage médicinal, mais comme une boisson conviviale, qu'on apprécie pour son goût. Il organise même des concours pour apprendre à reconnaître et apprécier les différentes qualités de thé et il peut être considéré à ce titre comme l'un des précurseurs de ce qui deviendra au XVIe siècle le sadô, la cérémonie du thé.
Lors de ces réunions, Dōyō aime aussi s'entourer de personnes sachant apprécier les différents parfums ainsi que les arrangements de fleurs. Il sait reconnaître l'importance des nouveaux maîtres fleuristes. L'arrangement des fleurs était jusqu'alors exercé par les particuliers dans leur intérieur. Il devient un art d'agrément et même un jeu de société : à l'imitation des concours de poésie, on s'exerce à préparer un vase de fleurs arrangées. Les règles de ces jeux ainsi que les styles de bouquets seront par la suite codifiés, ce qui formera au XVIe siècle l'ikebana.
Sasaki Dōyō est également un passionné de spectacle et de mise en scène d'un théâtre qu'on appelle à cette époque le dengaku et qui serait l'ancêtre du théâtre nô. Il se fait mécène d'une troupe qui joue des spectacles (danses, acrobaties, saynètes) dans l'Ōmi et qu'il fait connaître dans la capitale. Cette troupe a considérablement inspiré Kan'ami, le premier metteur en scène du théâtre japonais.
Dōyō est renommé pour ses poèmes renga et waka. Quelque 81 d'entre eux sont consignés dans le Tsukubashū, une anthologie poétique auquel il a grandement participé.

### L'incident du Myôho-in
En 1340, des hommes de Dōyō provoquent un incident à Kyoto, décrit dans le Taiheki. De retour d'une chasse, ils pénètrent en toute illégalité dans le jardin du Myôhô-in, un temple bouddhiste. Réprimandés par l'abbé, ils brisent les branches des érables en guise de provocation. En réponse, les moines les caillassent, faisant fuir la troupe. Informé de cet épisode, le seigneur d'Ōmi réagit immédiatement. Avec 300 cavaliers, il réduit le monastère en cendres. Le fils de Dōyō, Hidetsuna va même jusqu'à retrouver le supérieur caché dans un coin et le roue de coups.
Le lendemain, l'affaire est sur toutes les lèvres. Les moines de l'école Tendai, à qui appartient le temple, déposent plainte auprès du shogun. Ils réclament la peine de mort pour Dōyō et son fils. Le shogun ne réagit pas : Dōyō est lié à lui par des liens de vassalité, mais aussi d'amitié. En réaction, le Tendai ferme tout ses temples. Devant une telle réaction, le shogun est face au mur et exile son vassal dans l'est. 
Le jour de son départ, Dōyō organise un défilé à Kyoto avec les 300 cavaliers, tous vêtus de costumes fantaisistes, de style basara. On voit beaucoup de peaux de singe, provocation directe envers le Tendai dont le symbole est justement le singe. Sasaki Dōyō rentre d'exil peu de temps après.